# Sedmo pismo (Platon)
Sedmo pismo iz sklopa trinajstih ohranjenih Platonovih pisem velja za zgodovinsko najbolj konsistentno in filozofsko pomembno. Argumenti proti pristnosti sedmega pisma se omejujejo na odsotnost omenjanja v ostalih antičnih virih in na filozofski odlomek o petih stopnjah védenja, ki se pojavi samo v tem pismu. Argumenti, ki potrjujejo pristnost pisma, zagovarjajo usklajenost odlomka o petih stopnjah védenja s širšim Platonovim opusom, prav tako pa sta močan argument za pristnost računalniško podprte stilometrične analize in zanesljivost zgodovinskih referenc. Platonovo sedmo pismo velja za zanesljiv vir Platonovih političnih ambicij in neuspehov, ko je hotel svojo zapisano politično filozofijo udejanjiti še v praksi.
Naslovniki pisma so pristaši umorjenega Platonovega prijatelja Diona, ki je bil umorjen leta 354 ali 353 pr. n. št. Dion, filozofsko izobraženi dvorni svetovalec in najbližji zaupnik sirakuškega tirana Dionizija Starejšega je leta 389 pr. n. št. povabil Platona, ki se je takrat mudil v gosteh pri pitagorejcih v Tarentu. Pismo predstavlja zgoščeno retrospektivo in evalvacijo Platonovih uspehov ter neuspehov politično-filozofskega angažiranja na sirakuškem dvoru. Tiranski model politične ureditve je štel Platon za primernega za uresničitev svoje politične vizije filozofov-vladarjev. Sedmo pismo lahko v grobem razdelimo na dva dela: na biografski in na filozofski del.

## Biografski del (323d - 341a)
Biografski del predstavlja Platonovo apologijo političnih projektov, ki jih je puskušal udejanjiti v Sirakuzah, vitalni politični in vojaški najmočnejši koloniji takratne Grčije. V Sedmem pismu opisuje Dionovim privržencem razloge, okoliščine in dosežke svojih prizadevanj s treh potovanj na sirakuški dvor. V splošnem ostaja z rezultati razočaran: prvo potovanje se je končalo tako, da ga je sirakuški vladar Dionizij Starejši kot sužnja odprodal špartanskim trgovcem. Po Dionizijevi smrti leta 367 pr. n. št. se je Platon vrnil na dvor, kjer se je razvnel spor med Dionom in njegovim nečakom, Dionizijevim sinom Dionizijem Mlajšim. Oba sta se borila za oblast v polisu in posledično za Platonovo naklonjenost, leto dni kasneje pa je Dioniziju mlajšemu uspelo izgnati svojega strica.
Na drugem potovanju po Dionovem izgnanstvu se je Platon čutil dolžnega, da odpotuje na Sicilijo in posreduje pri Dioniziju Mlajšemu. Poskusil ga je prosvetliti v filozofsko izobraženega vladarja, kar Dionu pred njim ni uspelo. Sprva je bil Dionizij Mlajši naklonjen Platonu in si iz političnih interesov prizadeval za njegovo prijateljstvo, vendar sta se zaradi Platonovega nepopustljivega vztrajanja na prosvetljenem političnem idealizmu in spletk Dionizijevega dvora sprla.
Ta čas se je v izgnanstvu v Atenah pripravljal Dion načrt za svojo politično vrnitev iz izgnanstva, ki ga je izvršil leta 357, a je v Sirakuzah vladal le slaba tri leta, ko ga je zastrupil Dionov zaupnik in hkrati učenec Akademije Kalip, ki je za njim prevzel oblast v politično nemirnih Sirakuzah. Edino o Dionu lahko brez pretiravanja zatrdi, da najbolj ustreza idealu krepostnega človeka, ki bi v Sirakuzah in na celotni Siciliji vladal najbolj pravično ter dal prebivalcem polisa najboljše zakone. Ker pa mu Dionizij Mlajši, ki ga je Dion poskusil izobraziti v filozofiji, ni bil naklonjen in je bil sumničav do Diona. Kalipov umor Diona predstavlja Platonu manjše zlo kot pa Dionizijevo lahkomiselno ravnanje s filozofijo in njenim pomenom za osebnostno preobrazbo vladarja.
Politični dogodki v Sirakuzah so se torej razvijali popolnoma v nasprotju s Platonovimi nameni in pričakovanji, vendar Platon svojega angažiranja ne obžaluje, še več: svoj politični angažma dojema za nujnega. Platonov glavni namen je bil, da svojo politično filozofijo o filozofih-vladarjih preveri tudi v praksi. V prošji Dionovih privržencev, da bi še nadalje sodeloval v politični »stabilizaciji« Sirakuz, Platon ne najde več nobenega motiva. Njegova pomoč je omejena zgolj na analizo polpreteklih dogodkov, nasvete in na pozivanje na zgledovanje po Dionu, ki ga je Platon od vseh sirakuških tiranov najbolj cenil. Odnos med Platonom, Dionizijem in Dionom za časa izgnanstva slednjega je po Platonovem opisu precej zapleten. Dionizij Mlajši in Dion sta sicer sprta, vendar obema veliko pomeni Platonova naklonjenost. Zlasti je Platona zanimalo Dionizijevo napredovanje v filozofiji, zato se je po dolgem prepričevanju o Dionizijevi dobronamernosti in z Dionovim razumevanjem vabilu naposled odzval (tretje potovanje). Bal se je, da Dionizij z zanimanjem za filozofijo zgolj blefira, da bi Platona odtegnil od svojega nasprotnika Diona, ki se je zatekel v Atene. Njegov sum se je izkazal za upravičenega: Dionizij je blefiral. V nadaljevanju Platon zavrne Dionizijev spis, »bližnjico« do filozofije in najvišjih filzofskih resničnosti.

## Filozofski del (341a - 345c)
Sedmo pismo je filozofsko izredno pomembno zaradi odlomka 341a-345c, v katerem Platon predstavi pet stopenjsko  progresivno razumevanje spoznanja, nato nadaljuje z neločljivostjo med krepostnim življenjem in spoznavanjem najvišjih resničnosti ter hkrati opozarja na nezadostnost jezika in pisave pri spoznavanju najvišjih resničnosti. Odlomek se se navezuje na širši biografski okvir tretjega potovanja na Sicilijo, v ožjem na Dionizijevo samovšečnost, ker naj bi se sam imel za poučenega o teh najvišjih resničnostih od Platona ali koga drugega, kar pa Platon v tem odlomku odločno in vztrajno zavrne. Platon v pismu pravi, da »nikakor ne obstaja moj spis o tem, niti nikoli ne bo nastal; kajti to nikakor ni izrekljivo, kakor drugi nauki, temveč zaradi dolgega sobivanja s stvarjo sámo in zaradi skupnega življenja z njo nenadoma nastane v duši svetloba, kot bi se prižgala iz ognjene iskre, ki preskoči in že takoj hrani samo sebe.« Dionizijevo poznavanje filozofije je zato za Platona zgolj sprenevedanje. Dionizij naj bi si preko enega pogovora s Platonom domišljal, da je osvojil celotno Platonovo filozofijo in s tem védenje o najvišjih resničnostih. Vendar Platon sam pravi, da o tem nikoli ni pisal in tudi ne bo, spoznavanje najvišjih resničnosti pa je bolj kot zmožnosti jezikovnega izražanja zavezano s krepostnim življenjem, saj brez tega ni mogoče spoznavati najvišjih resničnosti, ki so prepoznane kot na primer najpravičnejše (ideja Dobrega v Državi) in najlepše (ideja Lepega v Simpoziju). V nekom, ki je po svoji naravi v duši slab, zato ne more nastati védenje o dobrem. Le kdor je sam deležen na kreposti in si prizadeva za krepostno življenje, se lahko približa spoznanju najvišjih resničnosti, ki so po svoji naravi pri Platonu božanske in do njih tisti, ki jih spoznava, čuti strahospoštovanje. Zapisana beseda, ki se nahaja v knjigah ali se sliši v govoru, za spoznanje najvišjih resničnosti sama zase ne zadostuje.

### Nauk o petih stopnjah
Da bi razložil težavnost spoznavanja najvišjih bivajočih resničnosti, se Platon poslužuje delitve na pet stopenj spoznavanja. Ta prikaz se ne pojavlja v nobenem drugem Platonovem dialogu, vendar se, kar zadeva spoznavanje idej oziroma oblik, ki so po Platonu najvišje bivajoče resničnosti, sklada z zrelejšimi dialogi (Državo, Simpozijem), in kar se tiče kritike pisave, se sklada z dialogom Fajdros.
Pet stopenj spoznanja:

1. stopnja: poimenovanje stvari (gr. ónoma). Primer »krog«: obstaja oblika, ki se imenuje krog kot nekaj, kar lahko izgovorimo. Po Platonu bi se lahko imenovala tudi kako drugače, pa zaradi poimenovanja še ne bi izgubila svoje oblike.
 
2. stopnja: opredelitev (gr. lógos). Opredelitev je sestavljena iz poimenovanj, ki definirajo posamezno stvar, kot ta po svojem bivajočem bistvu biva. Platon opredeljevanje še vedno šteje za nezanesljivo. Primer opredelitve kroga, ki ga navaja, je »povsod enako oddaljeno od krajišč do središča«.

3. stopnja: upodobitev (podoba, gr. eídolon). Primer: krog, ki se ga nariše na tablo. Takšen krog, ki je zgolj vizualna upodobitev, je možno zbrisati in narisati novega, večjega ali manjšega. Še vedno pa ima upodobljeni krog napake, ki izhajajo iz načina njegove upodobitve.
   
4. stopnja: védenje (gr. epistéme). Platon ga označuje kot resnično umevanje (gr. noûs) in resnično mnenje, ki biva v dušah in ne v glasovih, kar velja za prvi dve stopnji, ali telesnih likih, kar velja za tretjo stopnjo spoznanja. Umevanje kroga, ki se vrši v duši, še ni krog sam, niti ga ne določa, vendar je po zanesljivosti spoznanja najbližje bivajočemu krogu, ki zapade v peto, najvišjo stopnjo spoznanja. 

5. stopnja: resnično bivajoče, kar v resnici biva in je glede na predhodne stopnje najvišja resničnost, ki jo glede na celoten Platonov opus poznamo kot obliko (grško: eîdos) in idejo (idéa). Krog, ki je narisan, je lahko narisan večji ali manjši in je vedno zgolj posnetek resnično bivajočega kroga, katerega lahko najbolj zanesljivo spoznamo zgolj z védenjem, a nikoli popolno, s tem da bi lahko z besedami ali podobami trdili, da imamo resnično védenje o krogu. Kar velja za krog, velja tudi za ostale oblike (eidos), še najbolj pa za tiste, ki zadevajo lepo in pravično življenje. Oblika sama na sebi ne utrpeva ničesar, kar s spoznavanjem njenega bivajočega utrpeva vsak, ki jo spoznava, nujno pa jo najbolje spoznava tisti, ki živi najbolj skladno z njeno naravo, ki je v smislu bivanja neločljivo povezana najvišjimi resničnostmi, ki so jim pri filozofi najbolj sorodne kreposti pravičnega življenja. Trditev, da se lahko o najvišjih resničnostih poučimo iz zapisanih spisov in knjig, ne vodi nikamor, kvečjemu v katero od nižjih, pomanjkljivih stopenj spoznanja.
Zato je vsak, ki misli, da lahko že s poimenovanjem zapopade stvar v njeni bivajoči resničnosti, nujno v zablodi in ne razume ničesar o teh resničnostih. Poimenovanje stvari je na progresivni petstopenjski lestvici najbolj oddaljeno od tistega, kar resnično biva. Dionizijevo samohvaljenje, da se razume na Platonovo filozofijo, je zato zgolj iskanje častihlepja, ki izhaja iz druženja s Platonom, ki je zanj kot znan učenjak pomenil neke vrste objekt prestiža na sirakuškem dvoru. Če bi Dionizij živel v skladu s krepostmi, bi se gotovo bolje spoznal na reči, o katerih ga je poučil Platon, ne da bi mu razkril te najvišje resničnosti, saj teh nikakor ni mogoče razkriti in jih spoznavati, kakor si je to mislil Dionizij.

## Razplet dogodkov (345c - 352a)
V nadaljevanju se Platon vrne na opisovanje političnega dogajanja na dvoru, ki je sledilo po njegovi ovržbi Dionizijevega spisa. Dionizij poskuša Platona na vsak način zadržati na dvoru, saj ga je hotel oddaljiti od Diona, ki se je ta čas nahajal v Atenah v izgnanstvu. Platon najde kompromis z Dionizijem, kako bi pobotal oba, Dionizija in Diona, tako da bi Dionizij vladal Sirakuzam in se bolje poučil v filozofiji, medtem ko bi Platon prenesel Dionu premoženje v Atene, ta pa se ne bi več mešal v sirakuške zdrahe. Vendar je Dionizij popolnoma izgubil Platonovo zaupanje s tem, da je na skrivaj razprodal Dionovo ogromno premoženje. Stvar se je dodatno zapletla, ko je Dionizij poskusil znižati svojim vojaškim najemnikom plačo, ti pa so se uprli, nakar je našel glavnega krivca, Dionovega sorodnika Heraklejda</ref>.318c</ref> Le-tega je zaradi nepravičnosti preganjanja poskusil zaščititi Platon, nakar se je do konca sprl z Dionizijem.
Neprostovoljnega in neformalnega začasnega ujetništva na sirakuškem dvoru je Platona rešilo diplomatsko odposlanstvo iz Tarenta na posredovanje prijatelja in pitagorejskega filozofa Arhita. Pismo zaključi z Dionovim naklepom po maščevanju, od katerega se Platon distancira, čeprav ohrani dobro mnenje o Dionu.
Nazadnje se obrne na naslovnike, tj. Dionove prijatelje, katerim je to pismo namenjeno, in jih pusti prazne v upanju, da bi se kdaj vrnil v Sirakuze.